# Фуксия (цвет)

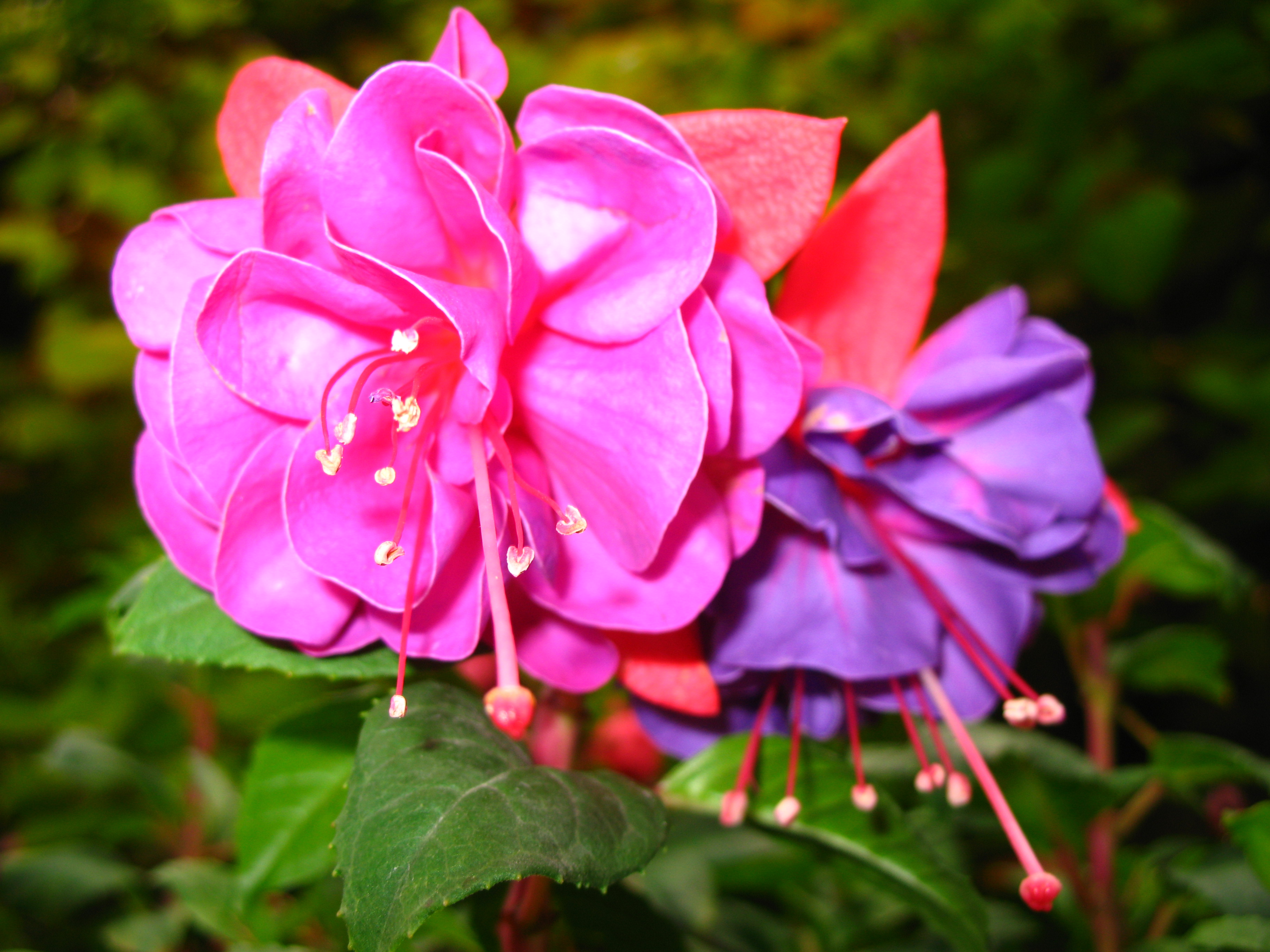
Фуксия

Фу́ксия — пурпурный цвет, названный в честь цветка, который, в свою очередь, был так назван в честь немецкого учёного XVI века Леонарта фон Фукса. Впервые это слово было употреблено применительно к цвету в 1859 году, когда был изобретён новый анилиновый краситель, получивший название «фуксин».
В модели RGB и в списке веб-цветов фуксия и маджента являются одним и тем же цветом, представляющим собой смесь красного и синего в равных пропорциях. В цветной печати между ними есть различия; обычно фуксия имеет более фиолетовый оттенок, а маджента — более красный.

## Оттенки фуксии

### Голливудский светло-вишнёвый
Существует также несколько более красный и немного менее насыщенный тон фуксии, который популярен в женской моде.

### Розовая фуксия
«Розовая фуксия» (fuchsia rose) в 2001 году была выбрана компанией Pantone цветом года. Этот цвет можно найти на сайте компании в каталоге «Pantone Textile Paper eXtended».

### Глубокая фуксия
Этот глубокий оттенок фуксии (deep fuchsia) носит название «фуксия» в продукции фирмы Crayola.

### Фанданго
Фанданго (fandango) — оттенок фуксии, возникший не позднее 1925 года.

### Старая фуксия
Старая фуксия (antique fuchsia) — оттенок фуксии, возникший не позднее 1928 года.